# Giuliano Peparini
Giuliano Peparini (Roma, 3 gennaio 1973) è un ballerino, regista teatrale e coreografo italiano.
A 24 anni è diventato primo ballerino del Ballet National de Marseille. Come assistente e maître de ballet di Roland Petit ha curato le coreografie per diverse compagnie di ballo in Francia, in Russia, in Giappone e in Italia. Dalla sua collaborazione con Franco Dragone sono nati una serie di spettacoli in Cina e negli Stati Uniti di genere acrobatico, fra i quali Le Rêve e The House of Dancing Water. In Francia è noto per avere diretto il musical 1789, Les Amants de la Bastille. Nel 2013 ha portato in scena Romeo e Giulietta - Ama e cambia il mondo, seguito da Lo schiaccianoci al Teatro dell'Opera di Roma. In Italia è conosciuto soprattutto per il suo ruolo di direttore artistico del talent show televisivo Amici di Maria De Filippi.

## Biografia e carriera
Fratello della ballerina e coreografa Veronica Peparini., incomincia i suoi studi di danza in Italia presso la Crazy Gang School di Roma, ma dopo non essere stato ammesso alla scuola di ballo del Teatro dell'Opera di Roma perché non aveva la forma fisica adeguata, decide di lasciare l'Italia all'età di 16 anni per perfezionarsi all'American Ballet Theatre di New York. Rientrato in Europa, nel 1990 interpreta il ruolo di Marc nella prima edizione italiana del musical A Chorus Line della Compagnia della Rancia per la regia di Saverio Marconi e Baayork Lee.
In Francia la sua carriera prende una svolta decisiva quando viene scritturato da Roland Petit, che lo fa danzare con Zizi Jeanmaire, Dominique Khalfouni e Francesca Sposi e che nel 1997 lo nomina danseur étoile (primo ballerino) del Ballet National de Marseille . A Parigi intraprende un percorso formativo attoriale: frequenta la Scuola internazionale di teatro Jacques Lecoq, la scuola Claude Mathieu e la scuola di cinema La Fémis e collabora nel frattempo ad alcuni workshop di teatro e movimento promossi dal Cirque du Soleil.
Nel 1998, Peparini presenta la sua prima coreografia all'Opéra municipal de Marseille intitolata Horses. Promosso assistente e maître de ballet di Roland Petit, rimonta i suoi balletti per differenti compagnie mondiali come l'Opéra de Paris, il Teatro Bol'šoj di Mosca, l'Opera Nazionale di Tokyo e il Teatro alla Scala di Milano. 
Durante questi primi anni di carriera, oltre a danzare come ballerino porta in scena nuovi spettacoli. In Russia, al Teatro Mariinskij di San Pietroburgo, realizza nel 2001 una coreografia per il Kirov Ballet intitolata Loulou, i sogni di un'anti-star. A Las Vegas, nel 2004, crea insieme a Franco Dragone (il direttore artistico del Cirque du Soleil) lo spettacolo teatrale Le Rêve. Da questo esordio seguono una serie di eventi artistici in Europa, in Asia e in America, realizzati in collaborazione con la Dragone Entertainment Group. Nel 2007, in Cina, Peparini concepisce un evento con 150 artisti per l'apertura dell'Hotel Crown Macao, e nel 2010, di nuovo a Macao, realizza uno spettacolo "acquatico" permanente intitolato The House of Dancing Water. A questi anni risalgono inoltre le collaborazioni nelle produzioni cinematografiche di Niki Caro e Éric-Emmanuel Schmitt in qualità di supervisore agli effetti visivi.
In Francia, Peparini ha realizzato ulteriori spettacoli teatrali. Nel 2008, al Palazzo dello sport di Parigi, dirige lo spettacolo dell'artista Catherine Lara intitolato Au-delà des murs. Nel 2012 i produttori Dove Attia e Albert Cohen (sceneggiatori de Les 10 commandements, Le Roi Soleil e Mozart, l'opéra rock) affidano a Peparini la regia e la coreografia della loro nuova commedia musicale intitolata 1789, Les Amants de la Bastille, vincitrice del Globe de Cristal come migliore commedia musicale dell'anno. La collaborazione con Dove Attia e Albert Cohen prosegue nel 2015 con un'altra commedia musicale intitolata La Légende du Roi Arthur. Lo spettacolo ha esordito al Palazzo dei Congressi di Parigi il 17 settembre 2015 ed è stato in tournée in Francia e in Belgio fino a luglio 2016.
Nel 2012, Peparini torna in Italia con lo spettacolo teatrale Il principe della gioventù. L'anno successivo porta in scena Romeo e Giulietta - Ama e cambia il mondo, commedia musicale prodotta da David Zard. Lo spettacolo ha esordito il 2 ottobre 2013 all'Arena di Verona ed è stato rinnovato per altre due stagioni teatrali, nel 2014 e nel 2015. Per quanto invece riguarda la danza classica, il 20 dicembre 2015 al Teatro dell'Opera di Roma ha esordito un nuovo adattamenteo di Lo schiaccianoci Il balletto è stato rinnovato per la stagione 2016.
A livello televisivo, Peparini ha lavorato in Francia nel 2011 e 2012 come regista e coreografo per il programma Sidaction in onda su France 2. Si tratta di un evento musicale di beneficenza dedicato alla lotta contro l'AIDS. Sempre in Francia, è stato inoltre un giudice per il programma La France a un incroyable talent, trasmesso su M6 nel 2015. In Italia, dal 2013 al 2020, è il direttore artistico di sette edizioni del talent show Amici di Maria De Filippi. Nel mese di dicembre 2016, è direttore artistico di un altro programma di Canale 5 intitolato House Party.
Nell'agosto 2021 coreografa, assieme alla sorella Veronica, la sfilata di alta moda per Dolce & Gabbana a Venezia. 
Nel luglio 2022, coreografa la sfilata di alta moda e alta gioielleria Dolce & Gabbana a Siracusa. A dicembre invece si occupa delle coreografie di Uà - Uomo di varie età, show di Claudio Baglioni su Canale 5.
Nel 2024 apre la Peparini Academy, una scuola di danza, teatro, musica e arti circensi con sede a Roma, nel quartiere Tuscolano, dove Peparini è nato e cresciuto. Fra i direttori artistici della scuola figurano Peppe Vessicchio e Veronica Peparini.

## I tableaux
Le coreografie di Peparini vengono chiamate tableaux (quadri) perché sono pensate come tele al cui interno il regista raffigura balli, grafiche, schermi, scenografie ed effetti speciali. Ogni tableau propone temi diversi, soprattutto sociali o storici. Nella costruzione dei tableaux, Peparini è stato spesso ispirato da William Shakespeare, dalla letteratura e dal cinema.

## Fashion Show
- Alta Moda Venice Fashion Show 2021 di Dolce & Gabbana  – Italia (2021)

## Teatro
- Horses – Francia (1998)
- Loulou, i sogni di un'anti-star – Russia (2001)
- Le Rêve – Las Vegas (2004) permanente
- Au-delà des murs – Francia (2008–2009)
- The House of Dancing Water – Cina (2008) permanente
- 1789, Les Amants de la Bastille – Francia (2012–2014)
- Il principe della gioventù – Italia (2013)
- Romeo e Giulietta - Ama e cambia il mondo – Italia (2013–2015)
- La Légende du Roi Arthur – Francia (2015–2016)
- Lo schiaccianoci – Italia (2015–2016)
- Ulisse, l’ultima Odissea – Italia (2023)
- Horai - Le quattro stagioni – Italia (2024)
- I Tre Moschettieri - Opera Pop – Italia (2024-)

## Televisione
- Sidaction – Francia (2011–2012)
- Amici di Maria De Filippi – Italia (2013–2020)
- La France a un incroyable talent – Francia (2015) Giudice
- House Party – Italia (2016)
- Al centro con Claudio Baglioni - Arena di Verona (2018)
- Amici Celebrities – Italia (2019) Giudice
- Uà - Uomo di varie età (2021)

## Video musicali
- Ça ira mon amour – videoclip tratta da 1789, Les Amants de la Bastille (2011)
- Je veux le Monde – videoclip tratta da 1789, Les Amants de la Bastille (2012)
- Mon combat (tir nam beo) – videoclip tratta da La légende du Roi Arthur (2015)
- Quelque chose de magique – videoclip tratta da La légende du Roi Arthur (2015)
- Vivere a colori – dall'album Vivere a colori di Alessandra Amoroso (2016)